# 신비 염씨
신비 염씨(愼妃 廉氏, 생몰년 미상)는 고려의 제31대 왕 공민왕의 제 5비로, 본관은 서원(瑞原)이다.

## 생애

### 가계
증조부는 흥법좌리공신(興法佐理功臣) 벽상삼한삼중대광(壁上三韓三重大匡) 도첨의중찬 상장군 판전리감찰사사(都僉議中贊上將軍判典理監察司事) 염승익(廉承益)이시며, 조부는 중현대부(中顯大夫) 감문위대호군(監門衛大護軍) 염세충(廉世忠)이며, 부친은 곡성부원군(曲城府院君) 염제신(廉悌臣)이고, 외조부는 예천부원군(醴泉府院君) 영예문관사(領藝文館事) 권한공(權漢功)이다. [ 李穡(1328~1396)의 牧隱集에 廉悌臣神道碑 ] 

### 왕비 책봉
1371년(공민왕 20년) 음력 11월 28일 염씨(廉氏)를 신비(愼妃)로 봉했다.

### 왕비 시절
1372년(공민왕 21년) 음력 10월 갑술일 공민왕은 젊고 잘생긴 남자들을 뽑아 설치한 자제위 소속의 한안, 홍륜 등을 시켜 자신의 후비들을 강간하게 하였다. 이렇게 해서 아들이 생기면 그 아들을 자신의 소생으로 만들기 위함이었다. 이때 익비 한씨 등은 이 명령을 거부하지 못하고 실제로 임신까지 하였으나, 혜비 이씨, 정비 안씨, 신비 염씨는 그 요구를 끝까지 거부하였다.
1374년(공민왕 23년) 공민왕이 시해된 후에는 머리를 깎고 여승이 되었다.
공민왕 사후에도 조정에서는 혜비(惠妃)·신비(愼妃)·정비(定妃)·현비(賢妃)에게 계속 일용품을 지급하고 있었다.
1388년(우왕 14년) 음력 12월 헌사에서 그녀들이 정실이 아니라는 이유로 이러한 일용품의 지급을 중단하고 세록만 지급케 하도록 청하였다.

### 사망과 후손
생몰년이나 능지에 대한 기록 역시 남아있는 것이 없어 자세히 알 수 없다. 공민왕과의 사이에서 소생은 없었다.

## 가계
- 아버지 : 염제신(廉悌臣, 1304~1382)
- 어머니 : 진한국대부인 안동 권씨(辰韓國大夫人 安東 權氏)
  - 오빠 : 염국보(廉國寶, ?~1388)
  - 형부 : 밀직부사(密直副使) 홍징(洪徵, ?~1388)
  - 오빠 : 염흥방(廉興邦, ?~1388)
  - 형부 : 진현관제학(進賢館提學) 임헌(任獻, ?~1388)
  - 형부 : 밀직사상호군(密直使上護軍) 정희계(鄭煕啓, ?~1396)
  - 제부 : 삼사우윤(三司右尹) 이송(李悚)
  - 남동생 : 염정수(廉廷秀, ?~1388)
  - 서제 : 염혜주(廉惠珠)
  - 서제 : 염광원(廉廣元)
  - 서제 : 중랑장(中郞將) 홍문필(洪文弼)
- 시아버지 : 제27대 충숙왕(忠肅王, 1294~1339, 재위:1313~1330, 1332~1339)
- 시어머니 : 공원왕후(恭元王后, 1298~1380)
  - 남편 : 제31대 공민왕(恭愍王, 1330~1374, 재위:1351~1374)

## 신비 염씨가 등장하는 작품

### TV 드라마
- 《개국》(KBS, 1983년~1983년 배우:노영화
- 《정도전》 (KBS, 2014, 배우:엄혜신)